# Thuon Burtevitz
Thuon Burtevitz (* 27. August 1973 in Halle (Saale)) ist eine deutsche Komponistin.

## Leben
Thuon Burtevitz studierte zunächst Philosophie an der Technischen Universität Dresden, wechselte dann als Schülerin von Jörg Herchet an die Musikhochschule Carl Maria von Weber in Dresden. Ihre Studien setzte sie fort am Studio für elektronische Musik in Dresden sowie als Meisterschülerin von Dimitri Terzakis an der Hochschule für Musik und Theater „Felix Mendelssohn Bartholdy“ Leipzig. Seither lebt sie als freischaffende Komponistin in Dresden.

## Werk
Für das gut anderthalbstündige Klavierwerk „axia“ (altgriechisch: „grundlegender Wert“) entwickelte Thuon Burtevitz ein eigenes Stimmungssystem. In diesem System haben alle Intervalle eine andere Größe. So gibt es beispielsweise fünf verschiedene Quinten. Auch die Oktaven sind ungleich. Mit diesem Stimmungssystem ist eine strenge Ordnung der Töne geschaffen, die gleichwohl zur Unendlichkeit hin geöffnet bleibt. Form und Rhythmen von „axia“ beruhen ebenfalls auf dem Stimmungssystem.

## Auszeichnungen
- Stipendium der Mozartstiftung Frankfurt/Main 2004
- Arbeitsstipendien der Kulturstiftung des Freistaates Sachsen 2006 und 2009
- Kompositionspreis der Landeshauptstadt Stuttgart 2008 für Rabba in Sard… (Violine und präpariertes Klavier)